# Johan van der Keuken

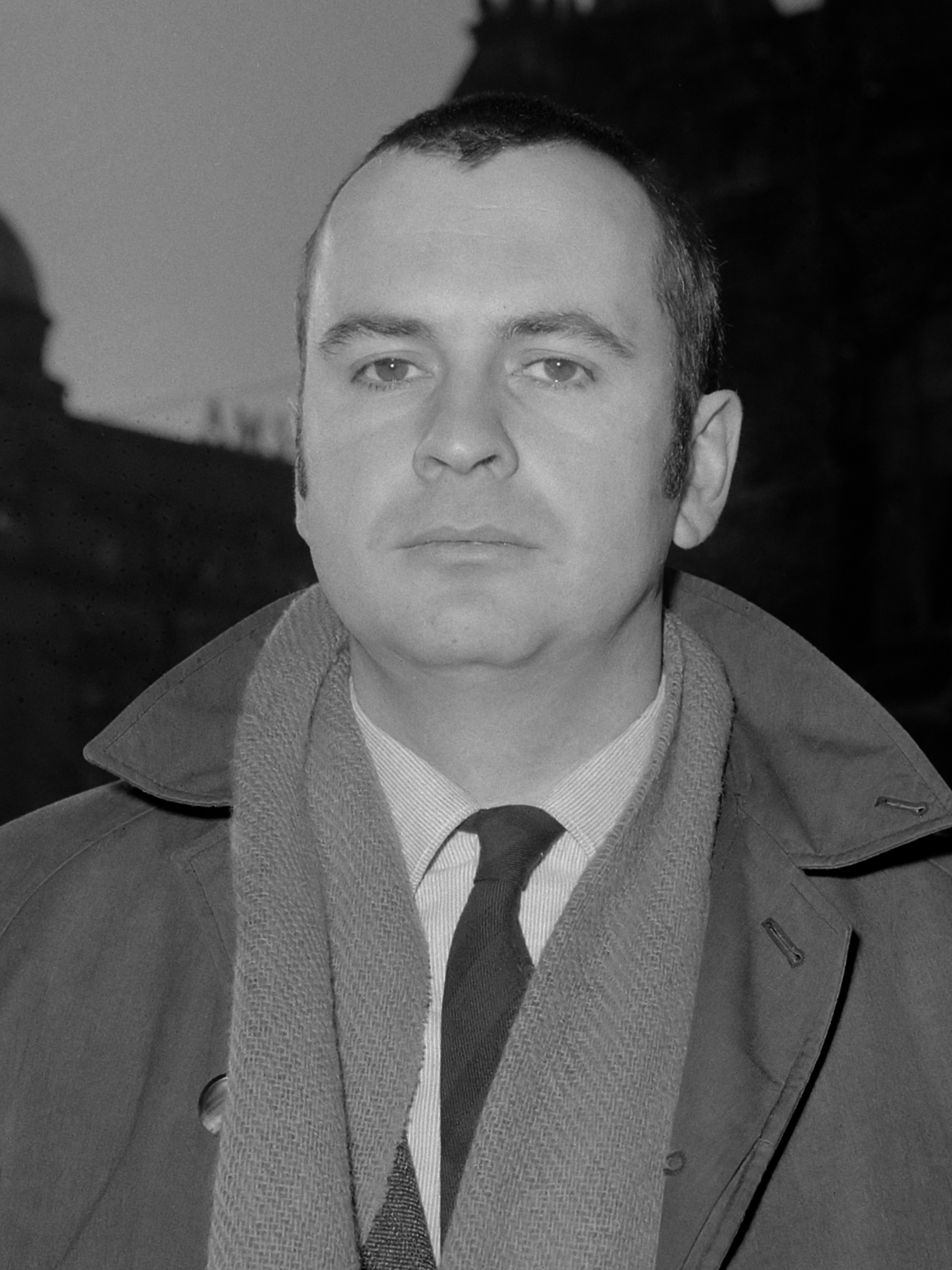
Johan van der Keuken (1965)

Gerard Joan (Johan) van der Keuken (Amsterdam, 4 april 1938 – aldaar, 7 januari 2001) was een Nederlands filmmaker en fotograaf.

## Biografie
In 1956 vertrok Van der Keuken naar Parijs voor een opleiding aan het Institut des Hautes études Cinématographiques. Zijn eerste twee fotoboeken, Wij zijn zeventien (1955) en Achter glas (1957), zorgden voor enige beroering in Nederland. Ze laten een twijfelende, onzekere en zich vervelende jeugd zien die op de drempel van volwassenheid staat, en tonen een generatiekloof waarvan de oudere generaties zich tot dan niet bewust waren geweest. Ed van der Elsken zou iets later beroemd worden met albums waarin dezelfde thematiek verder werd uitgewerkt.
In 1998 hoorde Van der Keuken dat hij een dodelijke vorm van prostaatkanker had en binnen een paar jaar zou sterven. Hij besloot nog eenmaal te gaan reizen waarbij hij terugging naar de plaatsen die een speciale herinnering voor hem hadden. Deze laatste jaren van zijn leven legde Van der Keuken vast in de film De Grote Vakantie (2000). Het is een aangrijpende film waarin hij terugblikt op zijn leven en zijn einde steeds naderbij voelt komen.
Hij werd begraven op de Amsterdamse  begraafplaats Zorgvlied.

## Familie
Johan van der Keuken is een zoon van Gerrit Jan van der Keuken (1903-1978), auteur van schoolboeken voor het Engels en Nederlands onderwijs. Zijn zoon is de schrijver en televisiemaker Teun van de Keuken (1971).

## Fotoboeken
- 1955 - Wij zijn 17 (nog als Joan van der Keuken; met een inleiding van Simon Carmiggelt)
- 1957 - Achter glas (met teksten van Remco Campert)
- 1963 - Paris mortel. Foto's
- 1980 - Zien, Kijken, Filmen. Foto's, teksten en interviews (ISBN 9060124588)
- 1987 - Abenteuer eines Auges. Filme, Photos, Texte
- 1991 - After Image. Nabeeld (ISBN 9065790128)
- 1998 - Lichaam & stad. Exposities, installaties en films: Body and city (ISBN 9066172142)
- 2001 - L’Œil lucide : l’œuvre photographique 1953-2000: The lucid eye (ISBN 9074159311) (ISBN 2912415047)
- 2001 - Bewogen Beelden. Films, foto's, teksten uit de wereld van een kleine zelfstandige (ISBN 9044501682)

## Filmografie
- 1957 - Paris a l'Aube (korte film)
- 1960 - Een zondag
- 1960 - Even stilte (korte film)
- 1962 - Lucebert, dichter-schilder
- 1962 - Yrrah
- 1962 - Tajiri
- 1962 - Opland
- 1963 - De oude dame
- 1964 - Indische jongen
- 1964 - Blind kind
- 1965 - Beppie
- 1965 - Vier muren (korte film)
- 1965 - In 't nest met de rest (korte film)
- 1966 - Herman Slobbe / Blind Kind II
- 1967 - Big Ben: Ben Webster in Europe
- 1967 - Een film voor Lucebert
- 1968 - De Tijd Geest
- 1968 - De poes (korte film)
- 1968 - De straat is vrij
- 1970 - De snelheid 40/70
- 1970 - Beauty (korte film)
- 1972 - Dagboek
- 1973 - Vietnam opera (korte film)
- 1973 - De muur (korte film)
- 1973 - Het Witte Kasteel
- 1973 - Het leesplankje (korte film)
- 1973 - Bert Schierbeek / De deur (korte film)
- 1974 - Vakantie van een filmer (televisiefilm)
- 1974 - De nieuwe ijstijd
- 1975 - De Palestijnen
- 1976 - Voorjaar
- 1976 - Doris Schwert / Frankfurt
- 1977 - Maarten en de contra-bas
- 1978 - De platte jungle
- 1980 - De meester en de reus
- 1980 - Amsterdam Kinkerstraat 30 april 1980
- 1981 - De weg naar het zuiden
- 1982 - De beeldenstorm
- 1983 - De tijd
- 1984 - Speelgoed (korte film)
- 1986 - I love dollars
- 1986 - The unanswered question (korte film)
- 1986 - Natte voeten in Hongkong (korte film)
- 1988 - Het oog boven de put
- 1989 - Homage for Hubert Bals
- 1990 - Het masker
- 1990 - De Berg 'Wereld-niet wereld'
- 1991 - Face value
- 1993 - Sarajevo Film Festival Film (korte film)
- 1993 - Bewogen koper (i.s.m. Rob Boonzajer Flaes)
- 1994 - Hexagon - On animal location (korte film)
- 1994 - Lucebert, tijd en afscheid
- 1996 - Amsterdam global village
- 1997 - Amsterdam afterbeat
- 1997 - To Sang fotostudio
- 1998 - Laatste woorden: Mijn zusje Joke (1935-1997)
- 2000 - Napels
- 2000 - Temps/Travail
- 2000 - De Grote Vakantie
- 2002 - Onvoltooid tegenwoordig

## Prijzen
- 1978 - Josef van Sternbergprijs van het Mannheim-Heidelberg International Filmfestival voor De platte jungle
- 1986 - Josef van Sternbergprijs van het Mannheim-Heidelberg International Filmfestival voor I love dollars
- 1988 - Nederlandse Cultuurprijs voor zijn gehele oeuvre
- 1988 - 'Grand Prix' tijdens het Filmfestival Brussel voor Het Oog boven de Put
- 1991 - Gouden Kalf op het Nederlands Film Festival voor Face Value
- 1991 - Prijs van de Nederlandse Filmkritiek op het Nederlands Film Festival voor Face Value
- 1994 - Grote Prijs op het '5e Biennale Internationale du Film sur l'Art, Parijs voor Lucebert, tijd en afscheid
- 1994 - Gouden Kalf op het Nederlands Film Festival voor Lucebert, tijd en afscheid
- 1994 - Capi-Lux Alblas Prijs voor zijn fotografisch werk
- 1996 - Prijs van de Cinémas de Recherche
- 1996 - Grolsch Prijs op het Nederlands Film Festival voor Amsterdam Global Village
- 1997 - Eerste prijs op het Filmfestival van München voor Amsterdam Global Village
- 1997 - Cinema Recherche Award op het Marseille Festival of Documentary Film voor Amsterdam Global Village
- 1999 - Literaire Prijs van de Franse filmkritiek
- 1999 - Persistence of Vision Award
- 2000 - Bert Haanstra Oeuvreprijs
- 2000 - Silver Spire Award van het San Francisco Internationaal Filmfestival voor De Grote Vakantie
- 2000 - Oecumenische prijs van het Internationaal filmfestival van Berlijn
- 2000 - Speciale Ereprijs van het Documentaire Filmfestival Thessaloniki (Griekenland)
- 2000 - Grand Prix op het Nyon Visions du Réel voor De Grote Vakantie

## Werk in openbare collecties (selectie)
- Rijksmuseum Amsterdam[2]

- Bibsys: 99007129
- Biblioteca Nacional de España: XX1296854
- Bibliothèque nationale de France: cb12643856v (data)
- Biografisch Portaal: 07865410
- Catàleg d'autoritats de noms i títols de Catalunya: 981058512278206706
- Digitale Bibliotheek voor de Nederlandse Letteren: keuk003
- Gemeinsame Normdatei: 119077949
- International Standard Name Identifier: 0000 0000 8186 0088
- Library of Congress Control Number: n82251021
- Nationale Bibliotheek van Israël: 987007422342105171
- Nederlandse Thesaurus van Auteursnamen: 068880014
- PIC: 312943
- RKD-Nederlands Instituut voor Kunstgeschiedenis: 44157
- SNAC: w64x5zq8
- Système universitaire de documentation: 055795552
- Union List of Artist Names: 500339196
- Virtual International Authority File: 116963173
- WorldCat: E39PBJyGWRCQjCVRfMVRj38Qv3